# Rich Ward

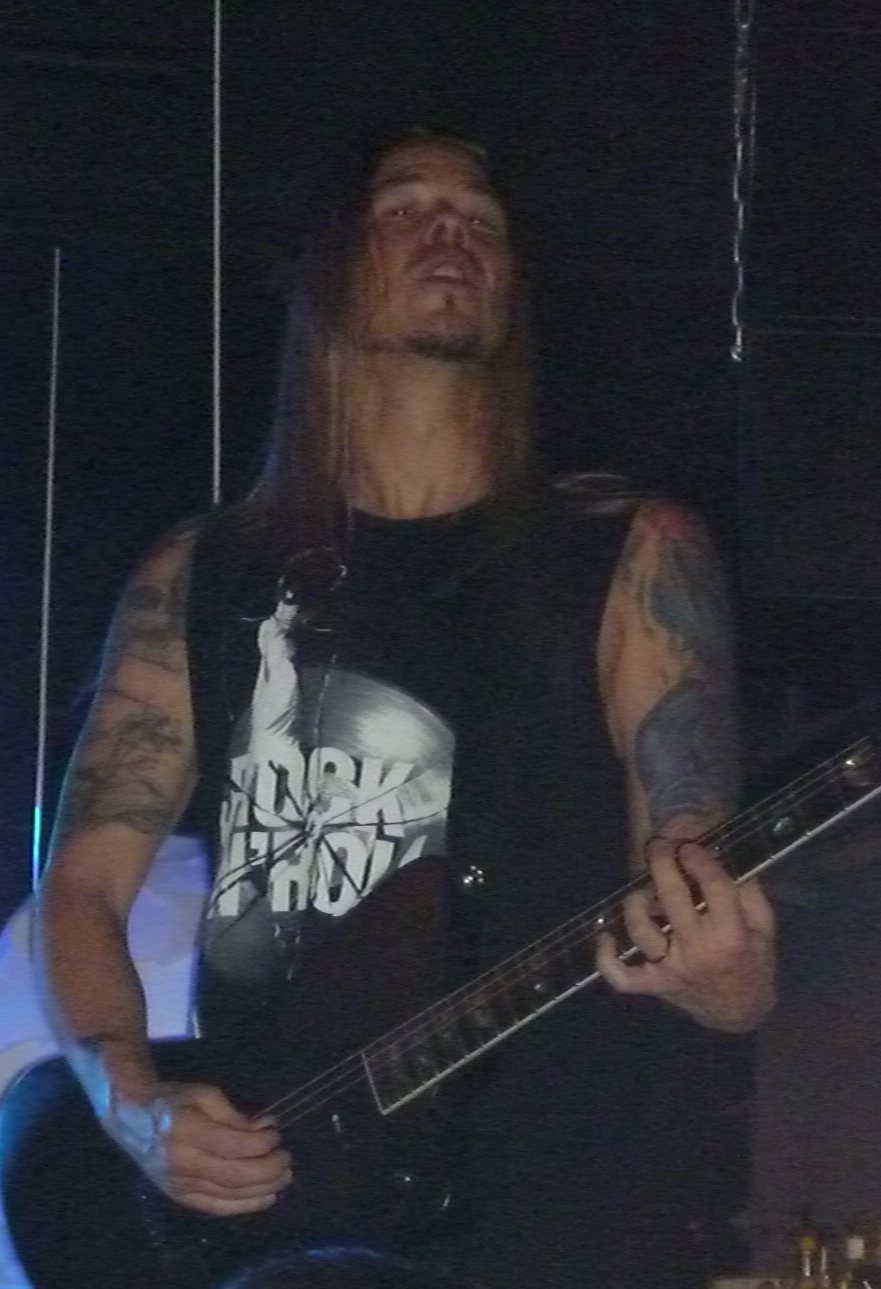
Rich Ward live mit Fozzy (2011)

Richard Park Ward (* 16. Januar 1969 in Atlanta) ist ein US-amerikanischer Gitarrist. Er ist Mitglied der Band Stuck Mojo und Fozzy und ist ein ehemaliges Mitglied der Band Adrenaline Mob.

## Werdegang
Ward begann im Alter von zwölf Jahren mit dem Gitarrenspielen. Im Jahre 1989 gründete er mit dem Bassisten Duane Fowler und dem Sänger „Bonz“ die Band Stuck Mojo, mit denen Ward vier Studioalben veröffentlichte. Nach der Veröffentlichung des vierten Studioalbums Declaration of a Headhunter zerfiel die Band, ehe sie sich schließlich im Jahre 2000 auflöste. Ward gründete daraufhin mit dem Stuck-Mojo-Schlagzeuger Bud Fontese die Band Sick Speed, die im Jahre 2002 ein Album veröffentlichte. Außerdem gründete Ward zusammen mit dem Wrestler Chris Jericho die Band Fozzy und veröffentlichte im Jahre 2005 ein Soloalbum. Im gleichen Jahr reformierten sich Stuck Mojo und veröffentlichten weitere Studioalben. Im Jahre 2011 schloss sich Ward der Band Adrenaline Mob an, in der unter anderem der ehemalige Dream-Theater-Schlagzeuger Mike Portnoy spielt. Zwar spielte Ward das Debütalbum Omertà ein, verließ die Band im Januar 2012 wieder, da es zu Terminschwierigkeiten mit seinen anderen Projekten kam.

## Diskografie

### Mit Stuck Mojo
siehe Stuck Mojo#Diskografie

### Mit Fozzy
siehe Fozzy#Diskografie

### Mit Sick Speed
- 2002: The Way I Am

### Als Solokünstler
- 2005: My Kung Foo Is Good

### Mit Adrenaline Mob
- 2011: Adrenaline Mob (EP)
- 2012: Omertà